# Garci Rodríguez de Montalvo
Garci Rodríguez de Montalvo  foi um novelista e escritor espanhol (1440 - 1504).
Adaptou e  renovou desde a década de 1480 até por volta de 1495 os três primeiros livros do romance Amadis de Gaula, um texto possivelmente escrito em galaico-português entre os séculos XIII e XIV, durante o reinado de Sancho IV. A versão de Montalvo é a única versão completa da história de Amadis de Gaula hoje conhecida, a qual foi impressa em Zaragoza  em 1508.
Ao texto original, hoje considerado perdido ou conservado apenas em fragmentos, Montalvo acrescentou um quarto livro, modificando o final da versão primitiva (na qual Esplandião, filho de Amadis, lutava com ele sem saber quem era, acabando por matá-lo). Além disso, Montalvo escreveu uma continuação, Las sergas de Esplandián (1510), que constitui o quinto livro do ciclo amadisiano, no qual são narrados os feitos do primogênito de Amadis. Descreve também uma mítica ilha, localizada a oeste das Índias, que seria um paraíso chamado de Ilha de Californa. O livro motivou muitos exploradores espanhóis a saírem à procura da tal ilha. Em 1539, Francisco de Ulloa, explorando a costa do Golfo da Califórnia, descobriu que,  na verdade, a ilha era uma península. Mesmo assim, este erro cartográfico perdurou em muitos mapas europeus até o século XVIII.